# Acyphoderes longicollis
Acyphoderes longicollis là một loài bọ cánh cứng trong họ Cerambycidae.